# Droga wojewódzka 263
Die Droga wojewódzka 263 (DW 263) ist eine 102 Kilometer lange Droga wojewódzka (Woiwodschaftsstraße) in der polnischen Woiwodschaft Großpolen, die Słupca mit Dąbie verbindet. Die Strecke liegt im Powiat Słupecki, im Powiat Koniński, im Powiat Obornicki und im Powiat Kolski.

## Streckenverlauf
Woiwodschaft Großpolen, Powiat Słupecki
-  Słupca (Slupca) (A 2, DK 92, DW 466)
- Koszuty
- Czesławowo
- Drążna
- Pieńki
- Stara Olszyna
- Lucynowo
-  Szyszłowo (Slupca) (DW 262)
- Izdebno
- Przytuki

Woiwodschaft Großpolen, Powiat Koniński
- Jabłonka
- Słaboludz
- Roztoka
-  Sławoszewek (Slupca) (DW 264)
- Genowefa

Woiwodschaft Großpolen, Powiat Obornicki
- Rożnowo (Ruschdorf)

Woiwodschaft Großpolen, Powiat Koniński
- Sarnowa
-  Ślesin (Slesin) (DK 25)
- Półwiosek Lubstowski
- Ignacewo
- Wierzelin
- Teresowo
-  Sompolno (DW 266)
-  Szczerkowo (DW 269)
- Mostki Kujawskie
- Paprocin

Woiwodschaft Großpolen, Powiat Kolski
- Mostki-Kolonia
- Ozorzyn (Osede)
- Babiak (Waldau)
-  Bugaj (DW 270)
- Rysiny
- Lubonieka
- Bierzwienna Długa
-  Kłodawa (Tonningen) (DK 92)
- Głębokie
- Tomaszew
- Drzewce
- Tarnówka Wiesiołowska
-  Dąbie (Dabie) (A 2, DW 473)